# نيكول فريدمان
نيكول فريدمان (بالإنجليزية: Nicole Freedman) هي دراجة أمريكية، ولدت في 21 مايو 1972 في ويليسلي (ماساتشوستس) في الولايات المتحدة.

## وصلات خارجية
- نيكول فريدمان على موقع أرشيف الدراجات (الإنجليزية)
- نيكول فريدمان على موقع إحصائيات الدراجات الإحترافية (الإنجليزية)
- نيكول فريدمان على موقع نسبة الدراجات (الإنجليزية)
- نيكول فريدمان على موقع اللجنة الأولمبية الدولية (الإنجليزية)
- نيكول فريدمان على موقع أوليمبيديا (الإنجليزية)